# Alessandra Acciai
Alessandra Acciai, née le 12 décembre 1965 à Rome dans la région du Latium en Italie, est une actrice, scénariste et productrice de cinéma italienne.

## Biographie
Étudiante à l'Académie nationale d'art dramatique de Rome, elle débute comme actrice à la fin des années 1980, jouant principalement des rôles secondaires pour la télévision et le cinéma. Elle apparaît régulièrement dans plusieurs pièces de théâtre en Italie au cours des années 1990 et 2000 et obtient à nouveau plusieurs rôles d'importances variables au cinéma et à la télévision. Depuis 2010, elle travaille comme productrice et scénariste en parallèle à sa carrière d'actrice.

## Filmographie

### Comme actrice

#### Au cinéma
- 1988 : Supysaua d'Enrico Coletti
- 1988 : Casa mia casa mia... de Neri Parenti
- 1989 : Il Gatto nero de Lewis Coates
- 1989 : Nulla ci può fermare d'Antonello Grimaldi
- 1990 : Ferdinando uomo d'amore de Memè Perlini
- 1990 : Una fredda mattina di maggio de Vittorio Sindoni
- 1991 : Venere paura d'Hirtia Solari
- 1993 : Le donne non vogliono più de Pino Quartullo
- 1994 : Anni ribelli de Rosaria Polizzi
- 1993 : Il giorno del giudizio de Nello Rossati
- 1994 : La vera vita di Antonio H. d'Enzo Monteleone
- 1996 : Albergo Roma d'Ugo Chiti
- 1996 : Uomini senza donne d'Angelo Longoni
- 1997 : La lettera de Dario Migliardi
- 1997 : La terza luna de Matteo Bellinelli
- 1997 : La classe non è acqua de Cecilia Calvi
- 1997 : Oltre la giustizia de Juan José Jusid
- 2000 : Il gioco de Claudia Florio
- 2001 : Princesa d'Henrique Goldman
- 2003 : Poco più di un anno fa de Marco Filiberti
- 2005 : Come mosche d'Eugenio Cappuccio
- 2008 : Le Rêve italien (Il grande sogno) de Michele Placido
- 2010 : Il figlio più piccolo de Pupi Avati
- 2011 : Amici miei - Come tutto ebbe inizio de Neri Parenti

#### À la télévision

##### Séries télévisées
- 1998 : Il maresciallo Rocca : saison deux, épisode Senza perché
- 1998 : Una donna per amico de Rossella Izzo
- 2000 : Les Destins du Cœur (Incantesimo 3) d'Alessandro Cane et Tomaso Sherman
- 2001 : Les Destins du Cœur (Incantesimo 4) d'Alessandro Cane et Leandro Castellani
- 2003 : Un papà quasi perfetto de Maurizio Dell'Orso
- 2006 : Don Matteo : saison cinq, épisode Sogno spezzato

##### Téléfilms
- 1989 : ...e se poi se ne vanno? de Giorgio Capitani
- 1991 : Scoop de José Maria Sanchez
- 1992 : Le Jeu du diable (Il gioko) de Lamberto Bava
- 1996 : Morte di una strega de Cinzia TH Torrini
- 1997 : Teo de Cinzia TH Torrini
- 1999 : Mai con i quadri de Mario Caiano
- 2000 : Lupo mannaro d'Antonio Tibaldi
- 2000 : Qualcuno da amare de Giuliana Gamba
- 2006 : Cuore di ghiaccio de Matteo Bellinelli

### Au théâtre
- 1990 : Iphigénie à Aulis d'Euripide, mise en scène de Memè Perlini
- 1996 – 1998 : Antigone de Jean Anouilh, mise en scène de Maurizio Panici
- 2000 – 2001 : Closer de Patrick Marber , mise en scène de Luca Guadagnino

### Comme scénariste

#### Au cinéma
- 2012 : 20 Anni de Giovanna Gagliardo
- 2014 : La buca de Daniele Ciprì

#### À la télévision
- 2008 : Rex, chien flic (Il Commissario Rex) : saison onze, épisodes Ombres chinoises et Le prix de la vérité

### Comme productrice

#### Au cinéma
- 2010 : La pecora nera d'Ascanio Celestini
- 2010 : Passione de John Turturro
- 2012 : Mon père va me tuer (È stato il figlio) de Daniele Ciprì
- 2014 : La buca de Daniele Ciprì
- 2014 : La vita oscena de Renato De Maria
- 2015 : Viva la sposa d'Ascanio Celestini